# Jordi Warners
Jordi Warners (Emmen, 13 juni 1995) is een Nederlandse radio-dj bij Radio 538 en livestreamer op Twitch en TikTok.

## Loopbaan
Op 15-jarige leeftijd ging hij als vrijwilliger aan de slag bij de lokale radiozender RTV Emmen, waar hij het programma  All in One presenteerde. Jordi ging naar het mbo, waar hij evenementenorganisatie studeerde. Hij is doorgegaan met radio maken tijdens zijn studie, en liep stage bij Muzink (een boeking- en managementkantoor) en vervolgens bij Radio 538.

### Simone FM
Vanaf februari 2013 was Warners ook te horen bij de regionale commerciële zender Simone FM.

### Radio 538 & Slam
Na deelname aan de Radio Talentendag van Radio 538 en Slam! werd hij in september 2013 toegelaten tot het opleidingstraject van Radio 538 en Slam!. Hiervoor presenteerde hij vanaf januari 2014 tot februari 2015 tweemaal per week een programma op "538 Hitzone". Vanaf februari 2014 begon Warners met een stage bij het nachtprogramma De Show Zonder Naam. Voor dit programma verzorgde hij als producer de inhoud en werkte hij vooral achter de schermen. Na een half jaar trad hij in dienst bij Radio 538 en begon hij ook de rest van de nachten te produceren op het radiostation.

### Slam
In maart 2015 stapte Warners over naar Slam!. Hier presenteerde hij het programma Weekend Jordi. Daarna werd hij vaste presentator van de programma's SLAM! Mix Marathon, "Weekend Jordi" en "SLAM! Sunday Chill" en medepresentator (naast Martijn La Grouw en Sanne van der Meijden) van de "Midden In Je Weekend Show".
In 2015 werd Jordi Warners genomineerd voor een Marconi Award voor aanstormend talent. Deze prijs ging uiteindelijk naar Herman Hofman.
In april 2016 tekende Warners een vast contract bij Slam! In september 2016 kreeg hij een vaste plek in de dagprogrammering. Iedere maandag tot en met donderdag presenteert hij zijn eigen programma. Vanaf 2019 presenteert Warners in de middag van maandag t/m donderdag het programma Jordi!
Eind 2016 werd Warners opnieuw genomineerd voor een Marconi Award voor aanstormend radiotalent.

### Qmusic
Van 1 juni 2019 t/m 24 april 2022 presenteerde Warners elke zaterdag en zondag van 18:00 tot 21:00 uur een programma (eerst deed hij dit samen met Hila Noorzai onder de noemer Jordi & Hila) en tevens was hij vaste invaller voor de doordeweekse avond.

### Day1
Sinds 24 maart 2020 werkt hij mee aan een podcast samen met Jayjay Boske van Day1 genaamd Day 1 Podcast. Hierin praten ze ieder week met onder meer topondernemers, artiesten en sporters. Deze podcast is wekelijks te beluisteren op verschillende streamingdiensten, zoals Spotify.

### Radio 538
Sinds september 2022 is hij weer terug bij Radio 538.

## Twitch
Jordi Warners startte op 5 oktober 2020 op het streamingplatform Twitch, waar hij officieel partner is. Hij doet dit live vanuit zijn thuisstudio in Hilversum. Eveneens maakt hij content op TikTok, waaronder livestreams. 